# Metinaro
Metinaro – miasto w Timorze Wschodnim; w dystrykcie Dili; 4400 mieszkańców (2006). Przemysł spożywczy.